# 羅西什卡
47°59′6″N 24°4′11″E / 47.98500°N 24.06972°E
羅西什卡（烏克蘭語：Росішка）是位於烏克蘭西部外喀爾巴阡州的拉希夫區的村莊，處於科索夫斯卡河畔，始建於1736年，面積12.4平方公里，海拔高度447米，2001年人口1,144。